# The Contours
The Contours foram um grupo norte-americano de soul, formado no final da década de 1950. Foi uma das primeiras bandas deste gênero musical a assinar com a Motown Records. O maior sucesso do grupo foi a canção "Do You Love Me".

## Discografia

### Singles
- 1961: "Whole Lotta Woman"
- 1961: "The Stretch"
- 1962: "Do You Love Me" (#3 US, #1 R&B)
- 1963: "Shake Sherry" (#43 US, #21 R&B)
- 1964: "Can You Do It" (#41 US, #16 R&B)
- 1964: "Can You Jerk Like Me" (#47 US, #15 R&B)
- 1965: "The Day When She Needed Me" (b-side of "Can You Jerk Like Me," #37 R&B)
- 1965: "First I Look at the Purse" (#57 US, #12 R&B)
- 1966: "Just a Little Misunderstanding" (#85 US, #18 R&B)
- 1967: "It's So Hard Being a Loser" (#79 US, #35 R&B)
- 1989: "Face Up to the Fact"
- 1992: "Running in Circles"

### Álbuns
- Do You Love Me (Now That I Can Dance) (Gordy, 1962)
- Flashback (Motorcity Records, 1990)
- The Very Best (Hot Productions, 1995)
- The Very Best of the Contours [Original Recording Remastered] (Motown, 1999)
- Essential Collection (Spectrum, 2000)
- A New Direction (Orchard, 2000)
- 20th Century Masters: Millennium Collection (Universal, 2003)
- Live II (Middle Earth, 2003)